# 本船甲板渡し条件

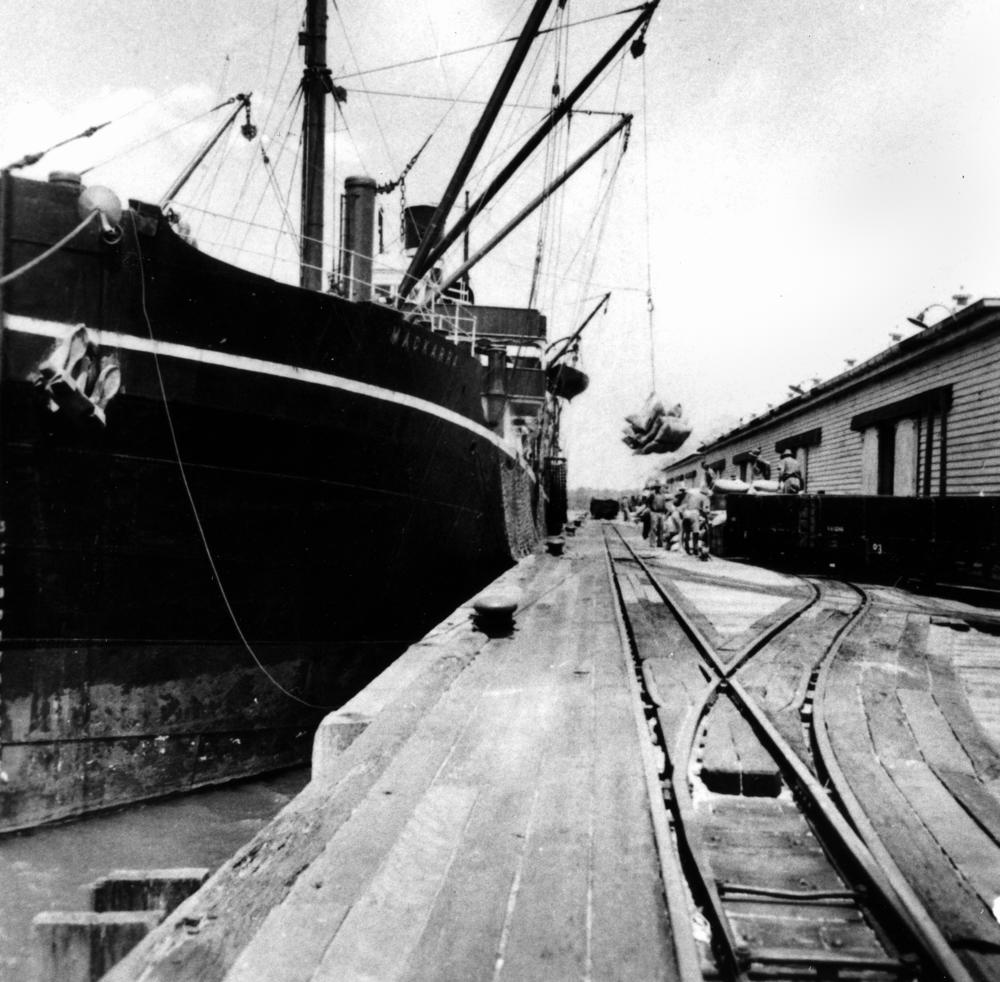
積込作業

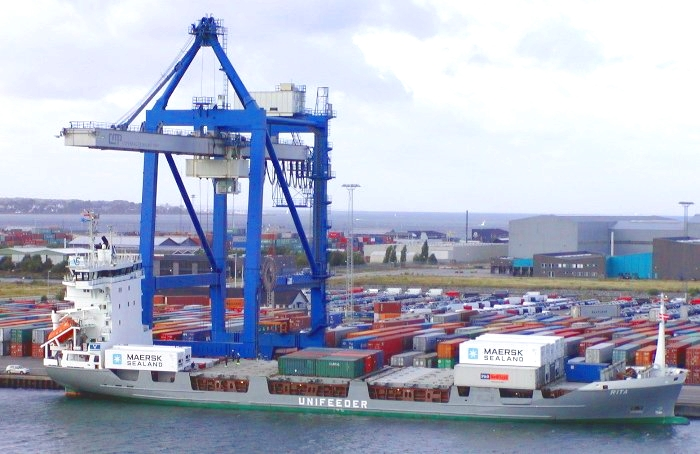
コンテナによる積込作業

本船甲板渡し条件（ほんせんかんぱんわたしじょうけん、FOB; Free On Board）とは、インコタームズ（INCOTERMS）に基づく貿易取引条件のひとつ。海上輸送または内陸水路輸送のみに使用され、本船渡し、本船積込渡しなどとも訳される。FOBによる契約では、売主（輸出者）は、貨物を積み地の港で本船に積み込むまでの費用及びリスクを負担し、それ以降の費用（運賃、海上保険料、輸入関税、通関手数料等）及びリスクは買主（輸入者）が負担する。費用とリスクが移転する時点は、物品が本船の船上に置かれたときである（インコタームズ2010）。
FOB契約においては、船腹予約及び海上保険の手配の義務は買主（輸入者）にある。輸入者にとっては、割引交渉のできる船会社を使えれば運賃が安くできること、貨物の到着スケジュールがコントロールできること、事故があった場合に自国の保険会社であれば手続きがスムーズにいきやすいことなど、FOB契約の方が有利な点が多い。一方、現地における船や保険の手配が自国からはできず、売主（輸出者）に任せたい場合は、インコタームズの例外であるから、契約書に書いておかなければならない。
売主（輸出者）にとっては、貨物を船に積み込むまではリスクを負っているので、積み込みまでの間の保険をかけることがある（輸出FOB保険）。
なお、インコタームズではなく改正アメリカ貿易定義による取引条件を用いる場合は、FOBは必ずしも本船渡しを意味しない場合があることに注意。（本船渡しを指示する場合は、FOB Vessel Tokyoなどと書く）
日本の貿易統計では、輸出はFOB価格、輸入はCIF（運賃・保険料込み条件）価格で計上されている。一方、国際収支統計では、輸出も輸入もFOB価格で計上するため、国際収支統計を作成する際には、貿易統計の輸入額から運賃、保険料などを控除する。
|     | 輸出税関への申告 | 輸出港までの 運搬 | 輸出港での トラック荷下 | 輸出港での 積込 | 海上・航空 運送 | 輸入港での 荷下し | 輸入港での トラック積込 | 受取先への 輸送 | 海上保険 | 輸入通関 | 輸入関税 |
| EXW | 買主             | 買主              | 買主                    | 買主            | 買主            | 買主              | 買主                    | 買主            |          | 買主     | 買主     |
| FCA | 売主             | 売主              | 買主                    | 買主            | 買主            | 買主              | 買主                    | 買主            |          | 買主     | 買主     |
| FAS | 売主             | 売主              | 売主                    | 買主            | 買主            | 買主              | 買主                    | 買主            |          | 買主     | 買主     |
| FOB | 売主             | 売主              | 売主                    | 売主            | 買主            | 買主              | 買主                    | 買主            |          | 買主     | 買主     |
| CFR | 売主             | 売主              | 売主                    | 売主            | 売主            | 売主              | 買主                    | 買主            |          | 買主     | 買主     |
| CIF | 売主             | 売主              | 売主                    | 売主            | 売主            | 売主              | 買主                    | 買主            | 売主     | 買主     | 買主     |
| CPT | 売主             | 売主              | 売主                    | 売主            | 売主            | 売主              | 売主                    | 売主            |          | 買主     | 買主     |
| CIP | 売主             | 売主              | 売主                    | 売主            | 売主            | 売主              | 売主                    | 売主            | 売主     | 買主     | 買主     |
| DAT | 売主             | 売主              | 売主                    | 売主            | 売主            | 売主              | 売主                    | 売主            |          | 買主     | 買主     |
| DAP | 売主             | 売主              | 売主                    | 売主            | 売主            | 売主              | 売主                    | 売主            |          | 買主     | 買主     |
| DDP | 売主             | 売主              | 売主                    | 売主            | 売主            | 売主              | 売主                    | 売主            |          | 売主     | 売主     |